# Patrick Tuifua
Pas d'image ? Cliquez ici

a Compétitions nationales et continentales officielles uniquement.

b Matchs officiels uniquement.
Dernière mise à jour le 31 juillet 2025.
Patrick Tuifua, né le 25 août 2004 en Nouvelle-Calédonie, est un joueur français de rugby à XV évoluant au poste de troisième ligne aile avec Hawke's Bay en NPC.
Son oncle, Laurent Simutoga est également un joueur de rugby à XV.

## Biographie

### Jeunesse et formation
Originaire de Wallis-et-Futuna, Patrick Tuifua naît le 25 août 2004 en Nouvelle-Calédonie,,,,. Il est le neveu d'un joueur professionnel de rugby à XV : Laurent Simutoga,,.
Dès l'âge de huit ans, il commence lui aussi le rugby à XV au sein de la JSL Normandie Rugby, dont son père est le président, à Nouméa,,.
À quinze ans, en 2020, il part en Nouvelle-Zélande pour jouer un tournoi de jeunes et est repéré par un observateur local. À l'issue de celui-ci, une bourse d'études lui est proposée afin d'intégrer le Lindisfarne College, basé à Hastings dans la région d'Hawke's Bay, où il rejoint l'équipe de rugby à XV de la province les Hawke's Bay Magpies,,,,,,.
En 2022, il intègre l'effectif des moins de 18 ans des Hurricanes pour un stage préparatoire au Super Rugby de la catégorie.
L'année suivante, il est invité avec les Baby Blacks pour participer à un camp d'entraînement,,.

### Débuts professionnels et convocation avec lesBleuets(depuis 2023)
En juillet 2023, il est annoncé qu'il fait partie de l'effectif sénior d'Hawke's Bay pour la saison 2023 de National Provincial Championship (NPC) où il est entraîné par Brock James,,,. Lors de cette saison, il fait ses débuts professionnels, en tant que remplaçant, à l'occasion de la deuxième journée face aux Counties Manukau. Deux journées plus tard, il connaît sa première titularisation au poste de troisième ligne aile face à Auckland. Lors de la saison, son équipe remporte le Ranfurly Shield mais il ne participe pas à la rencontre décisive face à Wellington. De plus, ils sont également finalistes du NPC mais il ne prend pas part à la finale perdue contre Taranaki. Au total, il dispute cinq rencontres, dont une en tant que titulaire. Après des débuts plutôt prometteurs, il s'entraîne régulièrement avec la franchise de Super Rugby des Hurricanes,,,,.
Mi-janvier 2024, il est sélectionné avec l'équipe de France des moins de 20 ans pour préparer le Tournoi des Six Nations des moins de 20 ans. Finalement, à la fin du mois, il fait partie du groupe définitif pour jouer la compétition. Il est notamment le seul joueur sélectionné ne jouant pas en France. Cette sélection intervient notamment par l'intermédiaire de son oncle, Laurent Simutoga, qui connaît le sélectionneur des Bleuets, Sébastien Calvet, a qui il a envoyé quelques vidéos de Patrick Tuifua mais également par Boris Bouhraoua qui commente les matchs de NPC sur Canal+ et qui a également contacté Sébastien Calvet après l'avoir repéré,,. En équipe de France, il retrouve notamment Robin Couly qu'il a affronté plus jeune lorsque celui-ci habitait en Nouvelle-Calédonie,. Dès le premier match du Tournoi, il est aligné en tant que titulaire contre l'Irlande, il inscrit à cette occasion son premier essai et réalise une bonne performance en réalisant également dix-huit plaquages tout en étant élu homme du match mais connaît cependant la défaite 31 à 37 avec son équipe,,,. La semaine suivante, il est encore titulaire face à l'Écosse,. Lors de ce match, il est une nouvelle fois à créditer d'une bonne performance lors du succès 29 à 14 des siens,. Toutefois, il est annoncé qu'il fait ensuite son retour en Nouvelle-Zélande après cette rencontre pour préparer la saison suivante, dont notamment la saison 2024 de Super Rugby qu'il peut être amené à disputer avec les Hurricanes,. Après ces premières rencontres convaincantes, il est annoncé que plusieurs clubs de Top 14 sont intéressés par son profil, toutefois il est sous contrat avec Hawke's Bay jusqu'en 2025,. Courant juin, il se blesse à la rotule et est forfait pour le Championnat du monde junior.
Pour la saison 2024 du NPC, il fait une nouvelle fois partie de l'effectif de la province d'Hawke's Bay. Durant la saison, il joue trois matchs dont un seul en tant que titulaire, étant ralenti par une blessure. En novembre suivant, il annonce qu'il fait le choix de rester en Nouvelle-Zélande pour tenter d'obtenir un contrat avec les Hurricanes en vue de la saison 2025 de Super Rugby. Quelques jours après cette annonce, il n'est pas retenu dans le groupe officiel des Hurricanes mais participe quand même à la pré-saison en tant que partenaire d'entraînement. Toutefois, l'entraîneur des Hurricanes, Clark Laidlaw (en), annonce compter sur lui pour l'avenir.
En avril 2025, n'ayant pas été retenu par les Hurricanes durant la saison de Super Rugby, il est annoncé qu'il s'engage avec le club français du RC Toulon pour trois ans à partir de la saison 2025-2026.

## Statistiques

### En province
| Saison | Club        | Compétition | Matchs | Points | Essais |
| ------ | ----------- | ----------- | ------ | ------ | ------ |
| 2023   | Hawke's Bay | NPC         | 5      | 0      | 0      |
| 2024   | Hawke's Bay | NPC         | 3      | 0      | 0      |
| Total  | Total       | Total       | 8      | 0      | 0      |

### En sélection nationale
Patrick Tuifua dispute deux matchs, tous en tant que titulaire, avec l'équipe de France des moins de 20 ans en une saison, prenant part à une édition du Tournoi des Six Nations des moins de 20 ans en 2024. Il inscrit cinq points, un essai.

## Palmarès
- Vainqueur du Ranfurly Shield en 2023 avec Hawke's Bay.
- Finaliste du National Provincial Championship en 2023 avec Hawke's Bay.